# Smicroplectrus palliatus
Smicroplectrus palliatus är en stekelart som beskrevs av Dmitriy R. Kasparyan 1977. Smicroplectrus palliatus ingår i släktet Smicroplectrus och familjen brokparasitsteklar. Inga underarter finns listade i Catalogue of Life.